# Paradox Interactive
Paradox Interactive (antigament una divisió de Paradox Entertainment) és una empresa sueca editora de videojocs amb base a Estocolm. Principalment és coneguda pels seus jocs d'estratègia històrica, com les nissagues Europa Universalis i Hearts of Iron. Johan Andersson és el seu programador en cap. A més de crear els seus joc i publicar-los, també ha publicat jocs d'altres companyies.
Els orígens de Paradox Interactive van començar amb Target Games, una empresa de jocs de taula amb seu a Suècia. Target havia estat produint jocs de rol de taula i de taula durant les dècades del 1980 i del 1990, i es va aventurar en el món dels videojocs. A finals dels anys noranta, Target tenia problemes financers i finalment va fer fallida el 1999. La divisió de videojocs es va escindir en una entitat independent, Paradox Entertainment, que va publicar adaptacions de videojocs dels jocs de Target. Entre el 2000 i el 2003, Paradox Entertainment va llançar els primers títols de diversos grans jocs d'estratègia, com ara Europa Universalis, Hearts of Iron, Victoria: An Empire Under the Sun i Crusader Kings. L'empresa va tenir diversos llançaments mediocres, així com un intent fallit i ambiciós de llançar un títol de trets en primera persona massiu i gratuït en línia amb una qualificació triple A, cosa que va fer que més de 30 desenvolupadors perdessin la feina quan el projecte es va cancel·lar abans de la seva finalització.